# 贝泽克
贝泽克（Bezeq）是一家以色列电信公司。 它提供包括固网电信、移动电话、寬頻、付费电视等在內的一系列電信服務。

## 历史
以色列的電話服務原本由以色列通信部負責運營，後來電話服務從以色列通信部分拆並成立一家國有公司。公司於1980年成立，1984年起正式運營。2005年5月，该公司又被私有化。